# Antonio Winspeare
Antonio Winspeare (Potenza, 22 maggio 1840 – Firenze, 25 agosto 1913) è stato un politico e prefetto italiano, appartenente alla famiglia anglo-napoletana dei Winspeare.
Non va confuso con il cugino omonimo, familiarmente conosciuto come il duca di Salve, anch'egli prefetto del Regno d'Italia a Lecce e sindaco di Napoli. Nel 2011, è stato inserito tra i "Migliori 150 servitori dello Stato" dal ministro della pubblica amministrazione Renato Brunetta in occasione del 150º anniversario dell'Unità d'Italia .

## Biografia
Parente dell'ultimo Ministro della guerra del Regno delle Due Sicilie e nipote del giurista David Winspeare, nel periodo immediatamente successivo all'unità fu prima prefetto di Modena (ove sposò nel 1872 la contessa Albina Guicciardi di Cervarolo, da cui discendono gli attuali rappresentanti che sono stati autorizzati, con Regio Decreto del 14 gennaio 1943, all'aggiunta del cognome Guicciardi) e poi prefetto di Milano.
A Milano fu prefetto nei giorni della cosiddetta protesta dello stomaco e della conseguente repressione compiuta dal generale Fiorenzo Bava Beccaris. I suoi rapporti col generale, la più alta carica militare in sede, non erano reciproci. Mentre Bava Beccaris, che vedeva nel Regio Prefetto l'emanazione dell'Autorità Regia, lo onorava e lo trattava con estrema deferenza, Winspeare tendeva a trattarlo con condiscendenza. All'inizio della crisi, si rifiutò di rinunciare alle tasse comunali sul pane con una ordinanza prefettizia, ritenendo trascurabile il rischio di una rivoluzione.
Assai poco apprezzato dai milanesi che lo sbeffeggiavano canticchiando "Fare e disfare è tutto un Uinspare", infierendo sull'abitudine del loro prefetto di emanare raffiche di ordinanze e contro-ordinanze su questioni di minima importanza, Winspeare era invece considerato, dal punto di vista sociale, di piacevole e ricercata compagnia.